# Dziurkacz

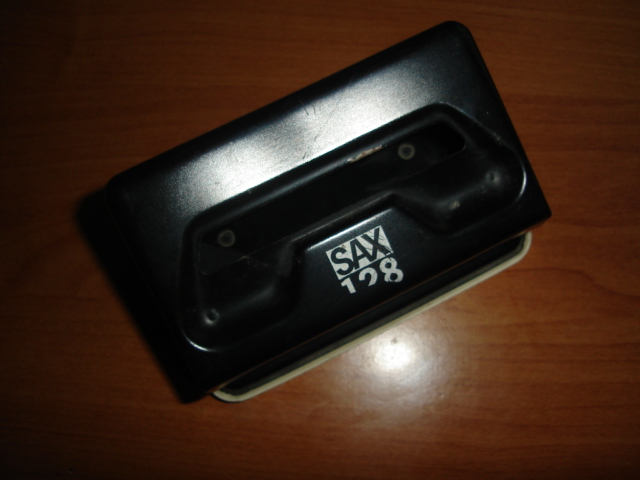
Dziurkacz SAX 128

Ilustracja budowy dziurkacza

Dziurkacz – urządzenie służące do robienia otworów np. w kartkach papieru najczęściej w celu późniejszego umieszczenia ich w segregatorze. Dziurkacz najczęściej wykorzystuje zasadę działania dźwigni.
Kiedyś był niezbędnym elementem wyposażenia każdego biurka, ale w epoce cyfrowej stracił swoją dominującą pozycję. Wymyślił go Matthias Theel. 14 listopada 1886 roku pomysł na dziurkacz opatentował niemiecki przedsiębiorca Friedrich Soennecken (1848–1919). Od tego momentu dziurkacz nie miał sobie równych. Zarówno dziurkacz, jak i segregator ogromnie usprawniły pracę w biurze.
Z okazji 131. rocznicy wynalezienia dziurkacza Google zmieniło swoje logo (patrz: Google Doodle).

## Użycie
Ruchome stemple z zaostrzonymi końcami wycinają w kartce otwory najczęściej o okrągłym kształcie. Istnieją także dziurkacze stacjonarne, podobne w działaniu i wyglądzie do zszywaczy stacjonarnych. Podobną zasadę działania wykorzystuje bindownica. Nowoczesne dziurkacze są w stanie przedziurawić za jednym razem maksymalnie od 10 do nawet 65 kartek. Często posiadają też one ograniczniki formatu, które pozwalają na równe dziurkowanie wszystkich kartek, według określonych standardów. Wyższej klasy dziurkacze mają także sygnalizatory pozwalające przedziurkować kartki według już przedziurawionej kartki.

## Dziurkacz konduktorski

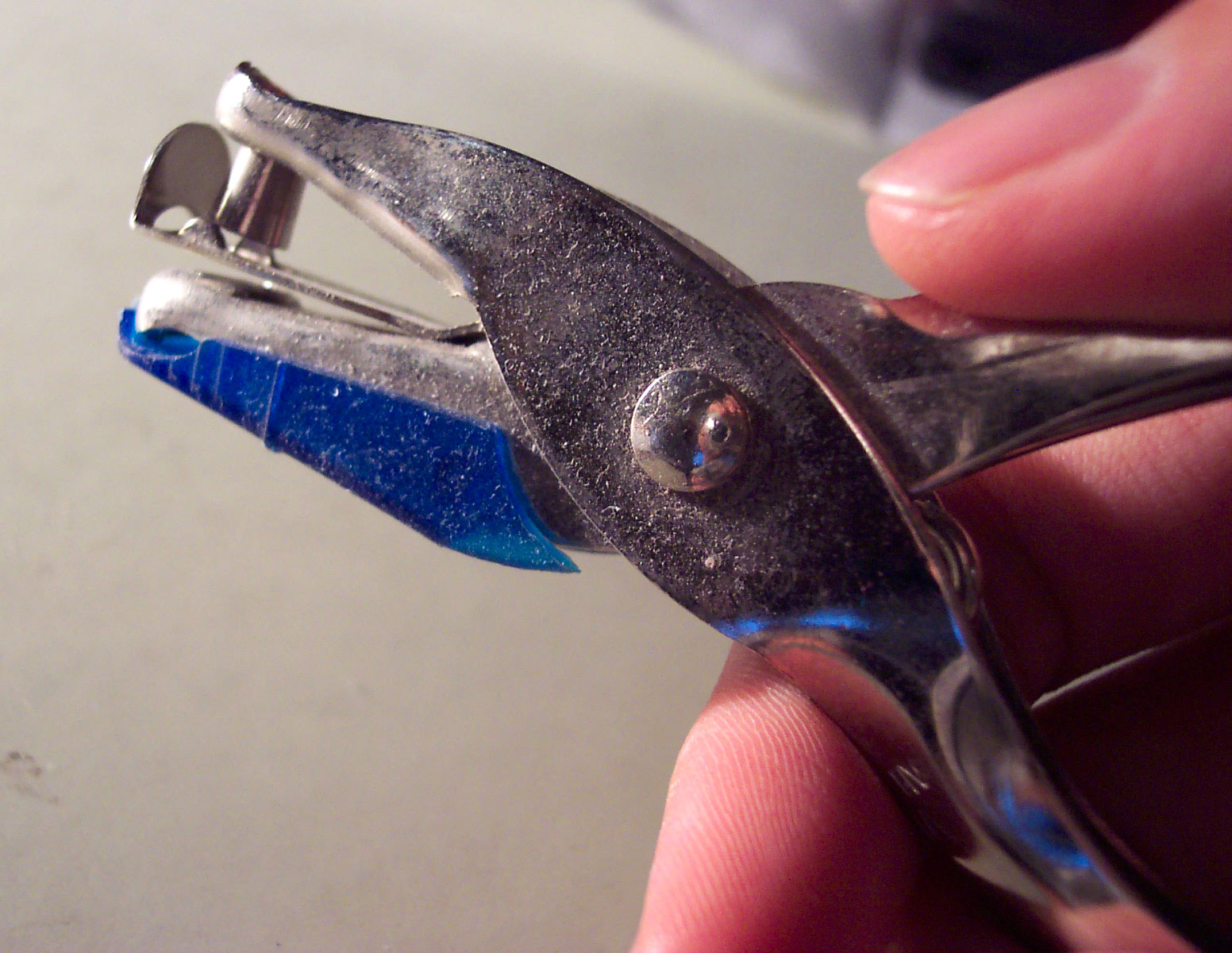
Dziurkacz konduktorski

Dziurkacz o takiej samej zasadzie działania, przystosowany do obsługi jedną ręką (miał wydłużony kształt jak nożyce czy obcęgi, a w części roboczej element do wycinania jednego otworu), był w XX wieku narzędziem pracy konduktora lub kontrolera biletów. Konduktor, po sprawdzeniu tekturkowego biletu kolejowego, dziurkował go, podobnie jak kontroler np. w tramwaju. Po takim oznaczeniu bilet nie mógł już być ponownie użyty. W komunikacji miejskiej dziurkacze konduktorskie wyszły z użycia w latach 60., kiedy pojawiły się pierwsze kasowniki.

## Dziurkacze ozdobne
Dziurkacze ozdobne służą do wycinania ozdobnych otworów.

## Przypisy

Najczęściej stosowane układy otworów w dziurkaczach i segregatorach